# Yo! Noid
Yo! Noid, conocido en Japón como Kamen no Ninja Hanamaru (仮面の忍者 花丸 Kamen no ninja Hanamaru, lit."Ninja Enmascarado Hanamaru"), es un juego de plataformas de acción 2D desarrollado por Now Production y publicado por Capcom para Nintendo Entertainment System. El juego fue lanzado por primera vez en Japón el 16 de marzo de 1990 y fue localizado en los Estados Unidos para promover el Noid, la mascota de Domino's Pizza a finales de la década de 1980. El juego también se lanza como parte de la serie PlayChoice-10 de Nintendo y aparece en el programa de televisión japonés GameCenter CX.

## Trama
En Yo! Noid, criaturas como Wild Slime lideradas por el Sr. Green corrían por Nueva York mientras causaban estragos. El alcalde de la ciudad decidió llamar al Noid para detener su malvado duplicado que está causando todos los problemas en la ciudad para salvar a todos, y obtener su recompensa masiva de pizza.

### Jugabilidad
Ambos juegos usan el motor modificado de Wagan Land y comparten la misma jugabilidad. Hanamaru/Noid no tiene medidor de vida, y pierde una vida haciendo contacto con un enemigo o quedándose sin tiempo antes de completar un nivel. Para ofender, ambos personajes usan diferentes armas (un halcón para Hanamaru mientras que un yoyó para Noid) pero pueden reunir puntos mágicos recolectando pergaminos y usarlos para limpiar pantallas de ataques especiales o power-ups muy raros, ambos tipos de los cuales se encuentran en grandes pergaminos abiertos con sus armas. Se otorgan vidas adicionales por cada 20,000 puntos obtenidos. La mayoría de los niveles se viajan a pie, pero algunas excepciones varían en los niveles que incluyen una patineta y un autogyro (en Hanamaru, Hanamaru utiliza su compañero de halcón para el vuelo). Los minijuegos varían para cada versión. En Hanamaru, por ejemplo, el jugador pega pingüinos en una etapa mientras Yo! Noid usa un nivel de "Pizza Crusher", como se ve en los comerciales de "Evita el Noid". Las batallas de jefes en Hanamaru utilizan un sistema basado en cartas mientras que Yo! Noid se centra en los concursos de comer pizza.
Exclusivo para el Yo! Versión Noid, la contraportada del manual de instrucciones incluía un cupón de $1 Domino's Pizza.

## Desarrollo
Kamen no Ninja Hanamaru fue liberado por primera vez en Japón el 16 de marzo de 1990. Durante el desarrollo del juego sobre la localización del juego, Capcom se asoció con Domino's Pizza para promocionar la mascota de la compañía, cambiando muchos gráficos, sonido y presentación. Sin embargo, ninguno de los mecanismos del juego fue cambiado. El juego localizado fue lanzado en el resto del mundo como Yo! Noid en noviembre de 1990. En el proceso, el juego ganó coherencia en las localizaciones pero perdió en el diseño de la trama y del carácter. La mayor parte de la música del juego fue reutilizada para Yo! Noid, aunque cambiaron algunas canciones. Se escribieron algunos temas nuevos para que reflejaran una atmósfera más americana. Antes de que Kamen no Ninja Hanamaru saliera al mercado, el motor de Wagan Land se utilizó como base para el juego en sí. Y Namco Bandai Games publicó ahora la serie Wagan Land, mientras que Capcom publicó Hanamaru y Yo! Noid.

## Legado
El 1 de agosto de 2017, una secuela hecha por fanes titulada Yo! Noid 2: Enter the Void se publicó digitalmente como freeware. Desarrollado originalmente como parte de la nueva Jam City 2017 jam juego de 2017, el juego cuenta con elementos de la quinta generación de juegos de plataforma de consola de la quinta generación.